# Radu Botezatu
Radu Botezatu (n. 8 ianuarie 1921, Iași – d. 11 ianuarie 1988, București) a fost un geofizician român, membru corespondent al Academiei Române. Profesor la Departamentul de Geofizica / Facultatea de Geologie si Geofizica / Universitatea din Bucuresti (denumirea actuala).
Radu Botezatu (1921, Iași – 1988, București) a absolvit în 1945 Facultatea de Mine și Metalurgie, din cadrul Școlii Politehnice timișorene. A debutat în profesie ca inginer la Societatea petroliferă Româno-Americană - Moreni, unde a lucrat timp de un an, ca inginer șef de echipă „prospecțiuni geofizice” la secția Ploiești. În perioada 1946-1952 a funcționat la Centrala Petrolieră Muntenia și  la Comitetul Geologic în funcția de șef serviciu  gravimetrie.
Ulterior a îndeplinit și funcții administrative importante, respectiv: inginer șef și director al Întreprinderii de Prospecțiuni și Laboratoare (a Comitetului Geologic) și adjunct al ministrului Minelor, Petrolului și Geologiei.
A avut și funcții administrative importante, cum ar fi inginer șef și director al Întreprinderii de Prospecțiuni și Laboratoare (a Comitetului Geologic) și adjunct al ministrului Minelor, Petrolului și Geologiei.
În anul 1970 a obținut titlul de doctor în științe, iar în anul 1974 a devenit doctor docent.
A îmbinat cercetarea geofizică (în care a avut rezultate remarcabile) cu învățământul universitar.  Și-a început, în paralel, activitatea universitară încă din anul 1953, lucrând sub coordonarea profesorilor Liviu Constantinescu și Iulian  Gavăt, continuându-și cercetările și la Institutul de Prospecțiuni. În anul 1972 a obținut titlul de profesor universitar la Catedra de Geofizică de la Institutul de Petrol Gaze și Geologie, iar în perioada 1973-1985 a fost șeful Catedrei de Inginerie Geologică și Geofizică. În același an  (1972), a fost ales „Membru corespondent al Academiei Române.
În ultima perioadă a vieții, după mutarea Institutului de Petrol și Gaze la Ploiești Radu Botezatu a ocupat funcția de   profesor la Facultatea de Geologie și Geografie a Universității  București.
În afara numeroaselor articole științifice, a publicat și o serie de tratate de interes pentru specialiștii geologi și geofizicieni; menționăm câteva dintre acestea: „Interpretarea geofizică a prospecțiunilor geofizice” (1973), „Prospectarea geofizică a zăcămintelor de minereuri” (1976), „Bazele interpretării geologice a informațiilor geofizice” (1987).
Profesorul Radu Botezatu, personalitate de renume internațional (membru al Asociației europene de explorări geologice și al Uniunii Internaționale de Geologie și Geofizică) a contribuit la formarea a numeroși specialiști geofizicieni și a condus un număr mare de doctorate în geofizică.